# Maimones
La sopa de maimones es un plato muy común en la provincia de Granada y otras partes del sureste español. Guarda cierto parecido con la sopa de ajo, pero con algunas variantes que le dan un sabor diferenciado.

## Características
Se suelen preparar en una cierta cantidad de aceite de oliva caliente unos picatostes a los que se añade ajo cortado en rodajas y matalauva al gusto. En algunas ocasiones se agrega unos taquitos de jamón. A la fritura de ajos se le añade agua y se remueve con el objeto de que emulsione con el aceite. Al hervir, se añade pimentón dulce, así como huevos duros partidos, generalmente en cantidad de uno por cada comensal. Se incorpora el pan frito, y se suele servir.